# 1856 Růžena
1856 Růžena eller 1969 TW1 är en asteroid i huvudbältet som upptäcktes den 8 oktober 1969 av den ryska astronomen Ljudmjla Tjernych vid Krims astrofysiska observatorium på Krim. Den har fått sitt namn efter Růžena Petrovicova.
Asteroiden har en diameter på ungefär 6 kilometer.